# Аланія
Аланія — середньовічна держава аланів розташована на Північному Кавказі приблизно на територіях Карачаєво-Черкесії, Кабардино-Балкарії, Чечні, Інгушетії та Північної Осетії. У IX ст. здобула незалежність від хозар, була знищена Чингізидами у 1238—39 роках. Столицею був Магас. Аланія контролювала стратегічно важливу Дар'яльську ущелину. Держава досягла свого піку в XI ст. за часів правління Дургулела.